# Stazione di L'Aquila Sassa Nucleo Sviluppo Industriale
La stazione di L'Aquila Sassa Nucleo Sviluppo Industriale, o Sassa N.S.I., è una fermata ferroviaria posta sulla linea Terni-Sulmona. Si trova nel comune dell'Aquila e serve l'omonimo insediamento del progetto C.A.S.E. sorto nella zona industriale della località di Sassa (uno dei principali realizzati dopo il terremoto del 2009, dove vivono circa 1200 persone).

## Storia
La fermata di L'Aquila Sassa N.S.I. è stata attivata l'11 giugno 2017 e inaugurata il giorno successivo.
È una delle quattro nuove fermate previste nell'intervento di realizzazione di un servizio ferroviario urbano intorno alla città dell'Aquila, nel tratto tra Sassa e San Demetrio, finanziato dal governo in seguito al terremoto del 2009.

## Strutture e impianti
La fermata, posta alla progressiva chilometrica 134+388 fra le stazioni dell'Aquila e di Sassa-Tornimparte, conta un unico binario, servito da un marciapiede lungo 125 metri e alto 55 centimetri sul piano del ferro, e parzialmente coperto da una pensilina.

## Movimento
La fermata è dedicata soprattutto al futuro servizio metropolitano. Al momento vi effettuano fermata alcuni dei treni regionali gestiti da Trenitalia per conto della regione Abruzzo circolanti tra L'Aquila e Terni.